# Ogulin, Črnomelj
Ogulin este o localitate din comuna Črnomelj, Slovenia, cu o populație de 39 de locuitori.